# Саіто Кадзуо
Саіто Кадзуо (яп. 斉藤 和夫, нар. 27 липня 1951, Сайтама —) — японський футболіст, що грав на позиції захисника.

## Клубна кар'єра
Грав за команду Міцубіши Моторс.

## Виступи за збірну
Дебютував 1976 року в офіційних матчах у складі національної збірної Японії. У формі головної команди країни зіграв 32 матчі.

## Статистика
Статистика виступів у національній збірній.
| Збірна Японії | Збірна Японії | Збірна Японії |
| Роки          | Ігри          | голи          |
| ------------- | ------------- | ------------- |
| 1976          | 14            | 0             |
| 1977          | 5             | 0             |
| 1978          | 9             | 0             |
| 1979          | 0             | 0             |
| 1980          | 0             | 0             |
| 1981          | 0             | 0             |
| 1982          | 0             | 0             |
| 1983          | 0             | 0             |
| 1984          | 4             | 0             |
| Усього        | 32            | 0             |